# Єврогра

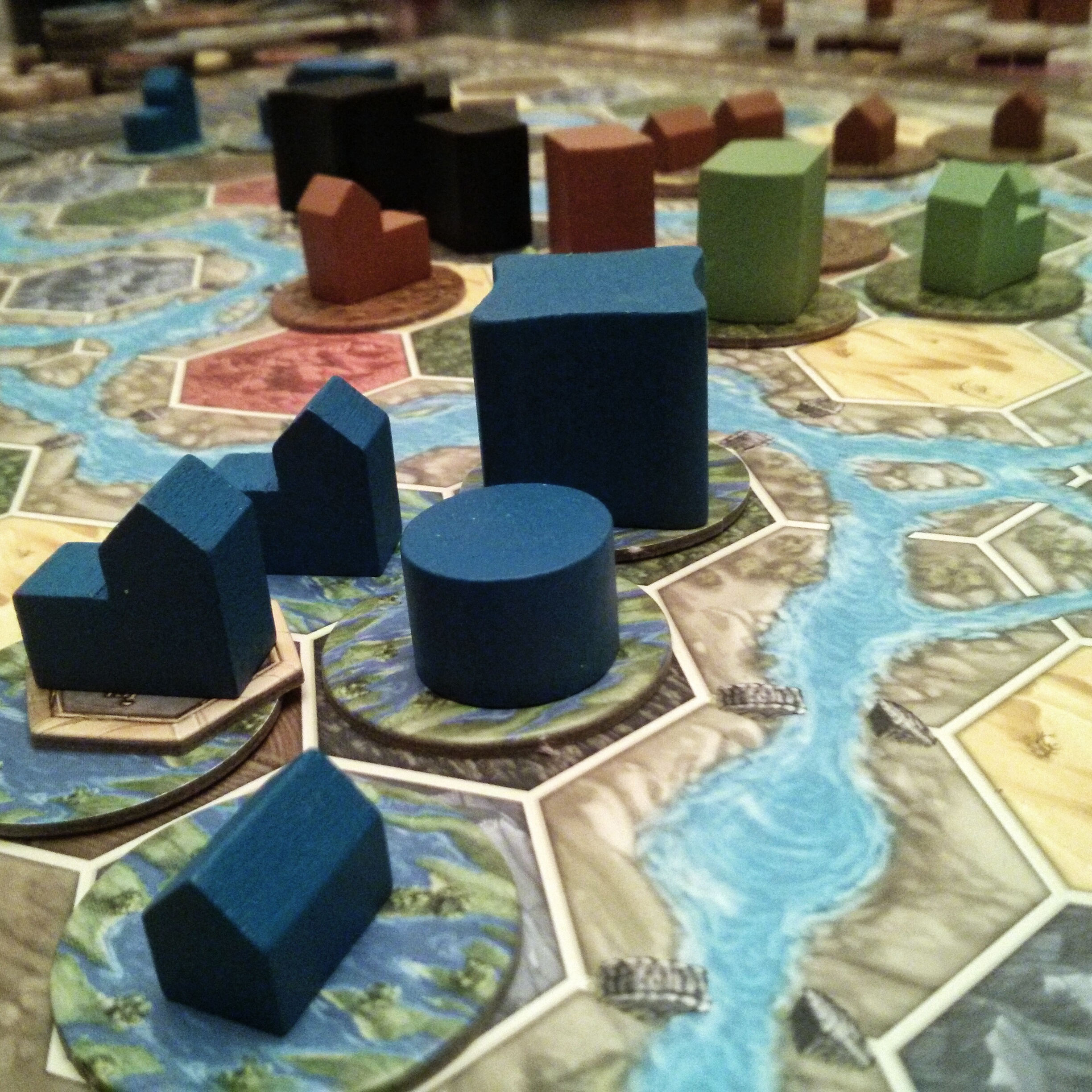
Детальний вид на дошці під час гри Terra Mystica

Єврогра, яку також називають настільною грою в німецькому стилі, німецькою грою або грою в європейському стилі (зазвичай її називають просто настільними іграми в Європі) — клас настільних ігор, які зазвичай мають непряму взаємодію з гравцями та абстрактні фізичні компоненти. Євроігри іноді порівнюють з настільними іграми в американському стилі, які зазвичай включають більше удачі, конфліктів і драми Зазвичай вони менш абстрактні, ніж шахи чи го, але більш абстрактні, ніж військові ігри. Крім того, вони зазвичай вимагають більше обдумування та планування, ніж ігри гуртом, такі як Pictionary або Trivial Pursuit.

## Історія

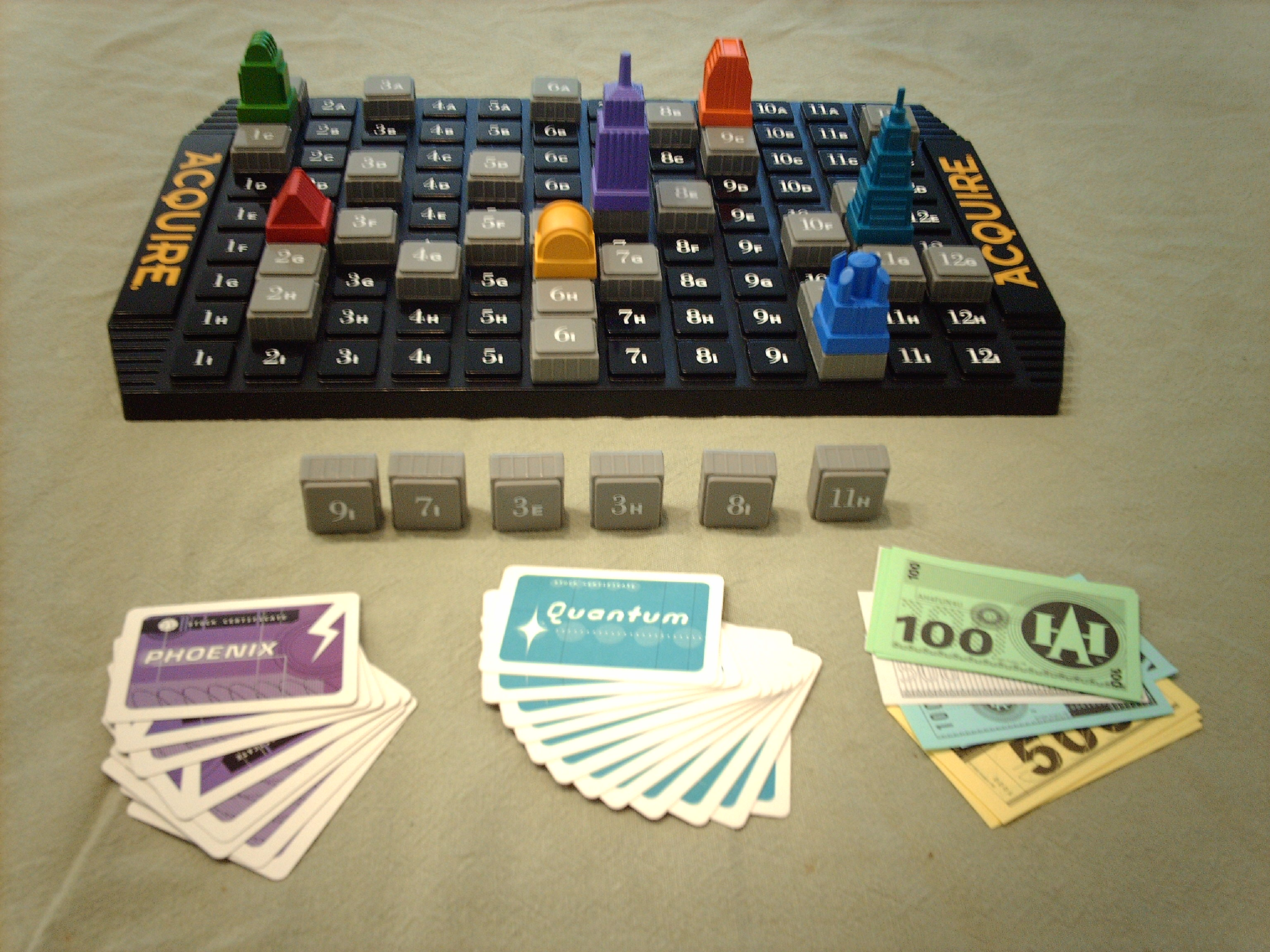
Версія Acquire від Hasbro 1999 року

Сучасні євроігри, такі як Acquire, з’явилися в 1960-х роках. Серія 3M, частиною якої був Acquire, стала популярною в Німеччині та стала шаблоном для нової форми гри, в якій прямі конфлікти чи війна не відігравали ролі, частково через відразу в післявоєнній Німеччині до продуктів, які прославляли конфлікт.

### Німецькі сімейні настільні ігри
Жанр розвинувся як більш концентрований дизайнерський рух наприкінці 1970-х і на початку 1980-х років у Німеччині. Жанр поширився в інших європейських країнах, таких як Франція, Нідерланди та Швеція.  Поселенці Катану, вперше опубліковані в 1995 році, проклали шлях для жанру за межами Європи. Хоча це не перша єврогра і не перша подібна гра, яка знайшла аудиторію за межами Німеччини, вона стала набагато популярнішою, ніж будь-яка зі своїх попередниць. Він швидко розійшовся мільйонами копій у Німеччині, і в процесі привернув гроші та увагу до жанру в цілому.

### XXI століття
Німеччина придбала більше настільних ігор на душу населення, ніж будь-яка інша країна станом на  2009. Хоча багато євроігор публікуються та в них грають на англомовних ринках, таких як Сполучені Штати та Велика Британія, вони займають там певну нішу. Інші ігри цього жанру, які досягли широкої популярності, включають Carcassonne, Puerto Rico, Ticket to Ride і Alhambra .

## Характеристики

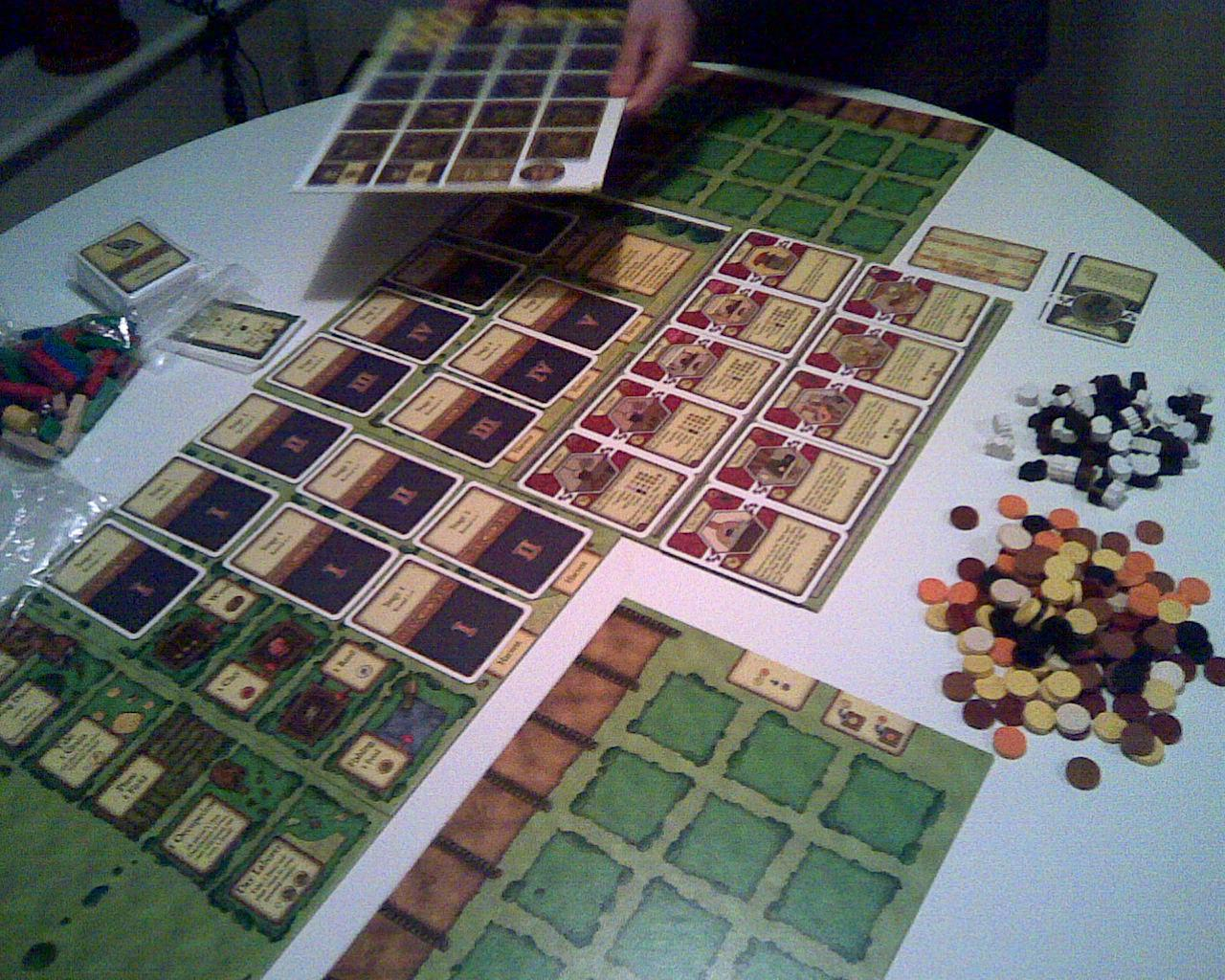
Налаштовується гра «Агрікола».

Євроігри, як правило, зосереджені на викликах для гравців. Вони відрізняються економікою та отриманням ресурсів, а не прямим конфліктом і мають обмежену кількість удачі. Вони також відрізняються від абстрактних стратегічних ігор, як-от шахи, тим, що використовують теми, пов’язані з конкретними місцевостями, і підкреслюють індивідуальний розвиток і порівняльні досягнення, а не прямий конфлікт. Євроігри також наголошують на механічних проблемах своїх систем над тим, щоб системи відповідали темі гри. Загалом вони простіші, ніж військові ігри, які процвітали в 1970-х і 1980-х роках від таких видавців, як SPI та Avalon Hill, але, незважаючи на це, часто мають значну глибину гри.
Одним із наслідків зростання популярності цього жанру стало збільшення складності. Такі ігри, як Puerto Rico, які вважалися досить складними, коли євроігри поширювалися в США після рубежу тисячоліть, тепер стали нормою, а нові висококласні ігри, такі як Terra Mystica та Tzolkin, значно складніші для освоєння. 

### Без виключення гравців
Іншою характерною рисою цих ігор є відсутність вилучення гравців. Вилучення гравців до кінця гри розглядається як суперечливе соціальному аспекту таких ігор. Більшість цих ігор розроблено для того, щоб утримувати всіх гравців у грі якомога довше, тому рідко можна бути впевненим у перемозі чи поразці до відносно пізньої стадії гри. Системи підрахунку очок євроігор, пов’язані з невиключенням гравця, часто розроблені таким чином, що приховане підрахування очок або бонуси наприкінці гри можуть катапультувати гравця, який, здається, перебуває у відстаючій позиції наприкінці гри, у лідери. Наслідком другого порядку є те, що Євроігри, як правило, мають кілька шляхів до перемоги (залежно від націленості на різні бонуси наприкінці гри), і для інших гравців часто неочевидно, який стратегічний шлях гравець переслідує. Механізми балансування часто інтегровані в правила, що дає невеликі переваги відстаючим гравцям і незначні перешкоди лідерам. Це допомагає тримати гру конкурентоспроможною до самого кінця, прикладом чого є Power Grid, де порядок ходу визначається кількістю міст (і найбільшою електростанцією як нічийним вибором), так що гравці, які йдуть далі, не можуть їхній варіант гри.

### Ігрова механіка
Використовується велика різноманітність інноваційних механізмів і механік, а звичні механізми, такі як кидання кубиків і переміщення, захоплення чи виконання трюків, уникають. Якщо в грі є дошка, вона зазвичай нерегулярна, а не однорідна чи симетрична (наприклад, у грі Risk, а не в шахах або Scrabble ). Дошка часто випадкова (як у The Settlers of Catan) або містить випадкові елементи (наприклад, Tikal ). Деякі дошки є просто мнемонічними або організаційними і лише сприяють легкості гри, як-от дошка Кріббіджа; приклади цього включають Пуерто-Рико та Принців Флоренції. Випадкові елементи часто присутні, але зазвичай не домінують у грі. Незважаючи на те, що правила від легких до помірних, вони дозволяють глибину гри, зазвичай вимагаючи обмірковування, планування та зміни тактики протягом гри, і часто з початковою грою, мідшплем і ендшпілом, подібною до шахів або нард. 
Eurogames Стюарта Вудса наводить шість прикладів механік, спільних для євроігор: 
- Розміщення плиток — просторове розміщення ігрових компонентів на ігровому полі.
- Аукціони — включають відкриті та приховані аукціони як ресурсів, так і дій інших гравців і самої ігрової системи.
- Торгівля / переговори — не просто торгівля ресурсами еквівалентної вартості, але й можливість гравцям встановлювати ринки.
- Колекціонування сетів / наборів — збір ресурсів у певних групах, які потім перетворюються на бали чи іншу валюту.
- Контроль зони — також відомий як більшість або вплив на зону, передбачає контроль ігрового елемента або простору на дошці шляхом розподілу ресурсів.
- Розміщення працівників або вибір ролі — гравці обирають конкретні ігрові дії в послідовному порядку, при цьому гравцям заборонено вибирати раніше вибрану дію.

### Низька випадковість

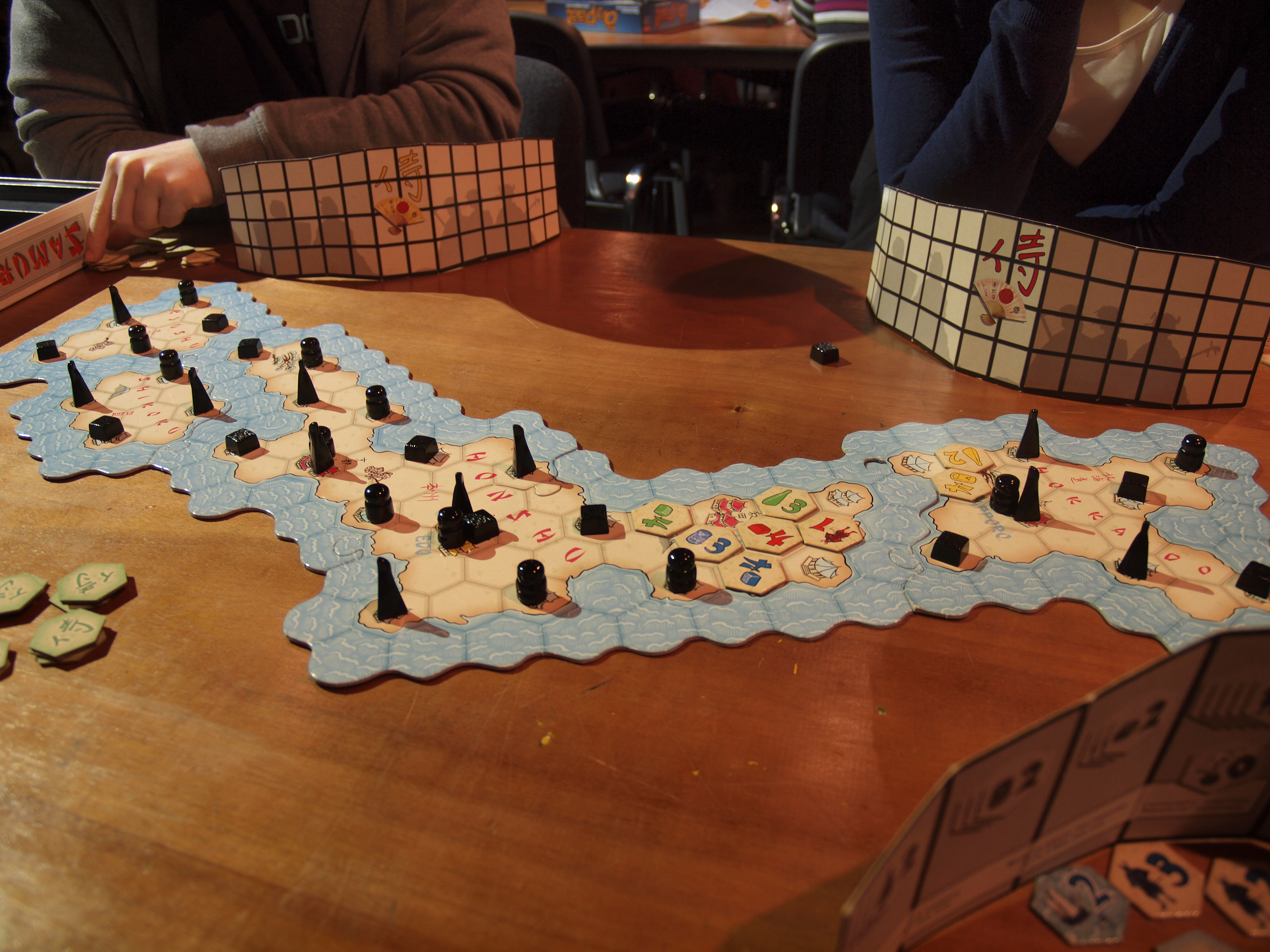
Samurai — це гра з розміщення плиток, збору наборів і контролю території

У дизайні євроігор, як правило, применшується удача та випадкові елементи.  Часто єдиним випадковим елементом гри буде розподіл ресурсів або місцевості в початкових налаштуваннях або (рідше) випадковий порядок набору подій або карток цілей. Роль, яку відіграють навмисно випадкові механіки в інших стилях гри, натомість виконується непередбачуваністю поведінки інших гравців.

### Теми
Приклади тем:
- Каркассон — побудуйте середньовічний ландшафт із містами-мурами, монастирями, дорогами та полями.
- Пуерто-Рико — створюйте плантації на острові Пуерто-Рико, події в 18 столітті.
- Power Grid — розширюйте мережу енергетичної компанії та купуйте кращі станції.
- Imperial — як міжнародний інвестор, впливає на політику європейських імперій до Першої світової війни .
- Bruxelles 1893 — візьміть на себе роль архітектора в стилі модерн кінця 19 століття і спробуйте стати найвідомішим архітектором Бельгії. [12]

### Геймдизайнер як автор
Незважаючи на те, що це не має відношення до реальної гри, ім’я дизайнера гри часто помітно згадується на коробці або принаймні в книзі правил. Найкращі дизайнери користуються чималою кількістю прихильників серед ентузіастів євроігор. З цієї причини як опис жанру часто пропонують назву «дизайнерські ігри». Нещодавно також прокотилася хвиля ігор, створених як спін-офи популярних романів, наприклад, ігор, які взяли свій стиль з німецьких бестселерів Der Schwarm і Tintenherz .

## Промисловість
Серед дизайнерів євроігор:

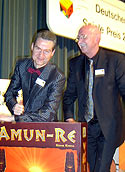
Райнер Кніціа та Бернд Бруннхофер на нагородах Deutscher Spielepreis на Spiel 2003 в Ессені, Німеччина

- Антуан Боза, плідний французький дизайнер, творець 7 чудес, Токайдо та Такеноко . [13]
- Бруно Катала, геймдизайнер французького походження, творець Kingdomino [14] і Five Tribes. [15]
- Vlaada Chvátil, чеський дизайнер настільних і відеоігор, ігри якого включають Through the Ages: A Story of Civilization, Galaxy Trucker, Space Alert і Codenames . Його книги правил часто діляться на кілька «сценаріїв навчання», які поступово знайомлять гравців з правилами в міру проходження сценаріїв.
- Лео Коловіні, дизайнер Cartagena and Carcassonne: The Discovery .
- Рюдігер Дорн, німецький дизайнер, який створив Стамбул, Карубу, Лас-Вегас, Луксор та ін. [13]
- Бруно Файдутті, французький дизайнер Citadels . [16]
- Штефан Фельд, розробник ігор, у яких використовуються кістки [17] і які дозволяють гравцям заробляти очки різними способами. [18] Він створив такі ігри, як Castles of Burgundy [18] і Trajan, і три його ігри (Strasbourg, Bruges і Carpe Diem) були номіновані на Kennerspiel des Jahres .
- Фрідеман Фрізе, німецький дизайнер, творець Power Grid [19], а також багатьох інших.
- Мак Гердтс, німецький розробник таких ігор, як Antike, Imperial, Navegador і Concordia . [20]
- Райнер Кніціа, один із найплідніших німецьких дизайнерів ігор [21], створив понад 600 опублікованих ігор. Механізми, що повторюються в його іграх, включають аукціони ( Ра та Сучасне мистецтво ), розміщення плиток ( Тигр і Євфрат [22] і Винахідливий ) і складні правила підрахунку очок ( Самурай ). Він також розробив багато карткових ігор, таких як Lost Cities, [23] Schotten-Totten і Blue Moon, а також кооперативну настільну гру The Lord of the Rings .
- Вольфганг Крамер, який часто працює з іншими дизайнерами ігор. Серед його титулів — Ель-Гранде, Тікаль, Принци Флорентійські та Торрес . У його іграх часто є певна система очок дії та деякі геометричні елементи.
- Алан Р. Мун, дизайнер британського походження з численними іграми, часто на тему залізниці, зокрема Ticket to Ride [24] і Elfenland, які перемогли в Spiel des Jahres.
- Алекс Рендолф, який створив понад 125 ігор і відповідає за розміщення імені автора на правилах і коробці.
- Уве Розенберг, дизайнер таких ігор, як Agricola, Le Havre, Patchwork та кількох інших. [19]
- Сід Саксон був плідним американським дизайнером ігор, чиї ігри, зокрема Acquire, прообразували та сильно вплинули на жанр Eurogame. [4]
- Міхаель Шахт, німецький дизайнер Coloretto, Zooloretto, Aquaretto, Valdora, Africana, Web of power, China, Han, Hansa, Mondo, Mondo Sapiens, Spirits of the Forest, Coney Island.
- Андреас Сейфарт, який розробив ігри Puerto Rico, [2] Manhattan і разом з Карен Сейфарт Thurn і Taxis .
- Клаус Теубер, дизайнер Catan, який продав понад 22 мільйони примірників. [25]
- Клаус-Юрген Вреде, німецький геймдизайнер серії настільних ігор Carcassonne . [26] Станом на червень 2020, Каркассон має 10 великих розширень [27] , а також численні міні-розширення.

### Нагороди
Найпрестижнішою німецькою нагородою за настільні ігри є Spiel des Jahres («гра року»).  Нагорода дуже сімейна. Комітет, який присуджує нагороду, зазвичай віддає перевагу коротшим, доступнішим іграм, таким як Ticket to Ride і Elfenland .
У 2011 році журі, відповідальне за Spiel des Jahres, створило Kennerspiel des Jahres, або гру року для знавців, для більш складних ігор. 
Deutscher Spiele Preis («Німецька ігрова премія») також присуджується більш складним і стратегічним іграм, таким як Puerto Rico. Однак є кілька ігор, які мають достатньо широку привабливість, щоб отримати обидві нагороди: The Settlers of Catan (1995), Carcassonne (2001), Dominion (2009).

## Вплив
Xbox Live Arcade включає популярні ігри цього жанру, причому Catan була випущена зі значними продажами 13 травня 2007 року, а Carcassonne — 27 червня 2007 року. Невдовзі з’явилися «Загублені міста» та « Квиток на поїздку ». «Альгамбра » мала вийти пізніше 2007 року, доки її не скасують. 
У 2009 році iPhone отримав версії The Settlers of Catan і Zooloretto . Carcassonne було додано до iPhone App Store у червні 2010 року. Пізніше Ticket to Ride було розроблено як для iPhone, так і для iPad, що значно підвищило продажі настільної гри.

## Дивитися також
- BoardGameGeek — онлайн-форум для любителів настільних ігор
- BrettspielWelt — безкоштовний німецький сайт онлайн-ігор
- Кооперативна настільна гра — настільна гра, в якій гравці працюють разом для досягнення спільної мети
- Going Cardboard: A Board Game Documentary — документальний фільм 2012 року про настільні ігри в німецькому стилі та їх спільноту
- Список дизайнерів ігор